# Les Musiciens du Louvre

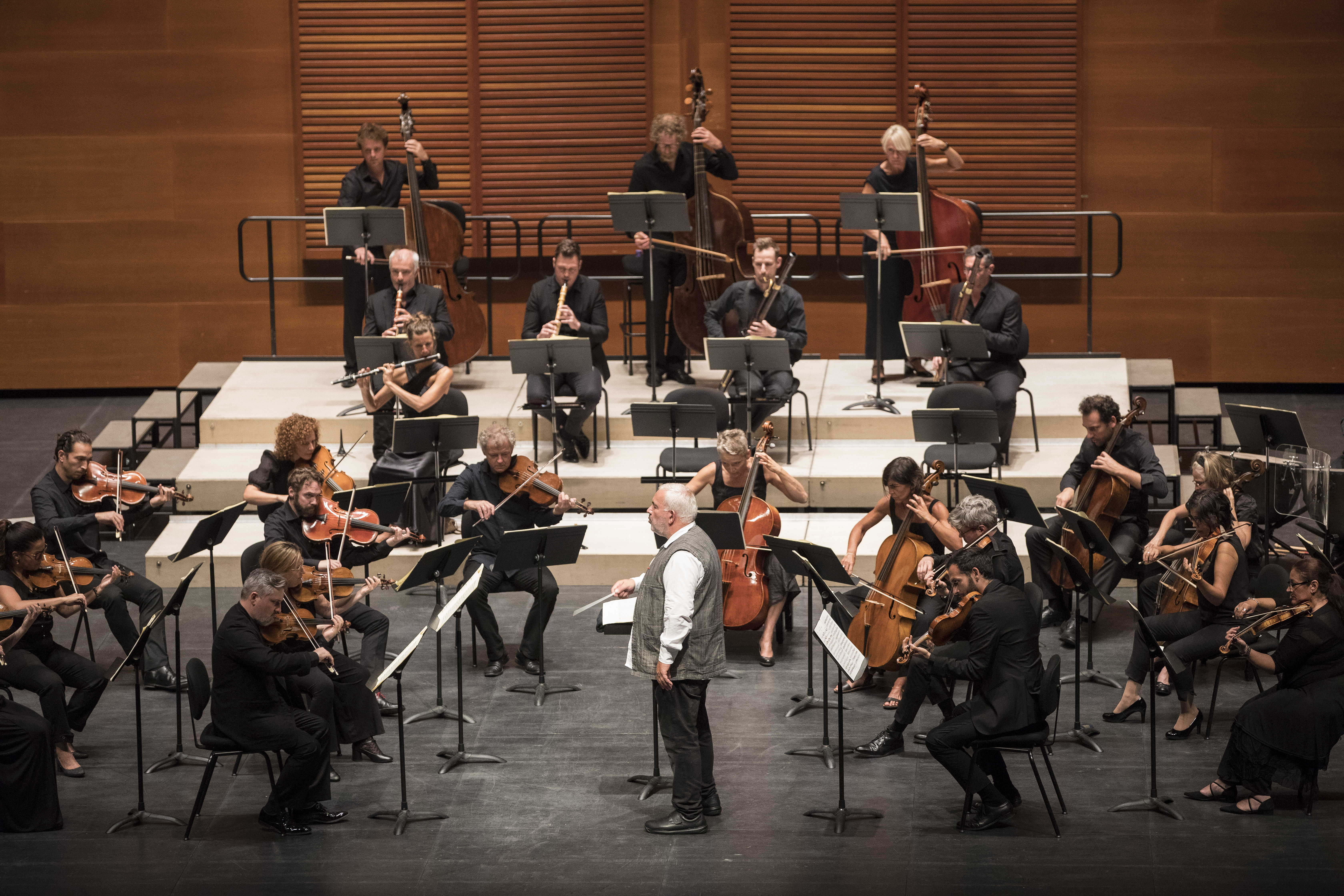
Les Musiciens du Louvre, 2020

Les Musiciens du Louvre • Grenoble ist ein französisches Ensemble der historischen Aufführungspraxis (Originalklangensemble) mit Sitz in Grenoble. „Les Musiciens du Louvre“ wurde 1982 durch den Fagottisten Marc Minkowski gegründet, der das Ensemble bis heute leitet.

## Geschichte
Ab 1987 wurde das Ensemble dank mehrerer Schallplattenpreise europaweit bekannt. Während man sich in der Anfangsphase auf Barockmusik und Klassik spezialisierte, wendet man sich inzwischen auch romantischen Komponisten zu, wie Offenbach, Berlioz oder Bizet. Die verschiedenen Konzertmeister des Ensembles waren Andrea Keller, Patrick Bismuth, Fabio Biondi, Alice Pierrot, Anton Steck, Florian Deuter und inzwischen Thibault Noally.
1992 eröffnete das Ensemble das Barockmusikfestival von Versailles mit der Oper Armide von Gluck. 1993 eröffneten sie das neue Opernhaus in Lyon mit Phaëton von Lully, im gleichen Jahr erhielten sie einen „Gramophone Award“ für die beste barocke Vokaleinspielung mit dem Oratorium „San Giovanni Battista“ von Stradella.
Im Rahmen der Salzburger Festspiele 2009 präsentierte das Ensemble einen Haydn-Zyklus in der Felsenreitschule.
Im Oktober 2016 spielte das Ensemble an der Wiener Staatsoper. Aufgeführt wurde eine Neuinszenierung der Armide, gesungen in der französischen Originalfassung, inszeniert und ausgestattet von einem französischen Team, zusammengesetzt aus Ivan Alexandre (Regie), Pierre-André Weitz (Ausstattung) und Bertrand Killy (Licht), dirigiert von Marc Minkowski, mit Gaëlle Arquez in der Titelpartie.
Seit 1996 hat das Ensemble, auch wegen der finanziellen Förderung durch die Stadt, seinen Sitz in Grenoble genommen, nachdem es mit dem örtlichen Instrumentalensemble fusionierte.
2020 wurde der Geiger Christoph Koncz zum Ersten Gastdirigenten des Ensembles benannt. Im gleichen Jahr spielte er auf Mozarts Originalgeige dessen Violinkonzerte ein und führte die Werke auch mehrfach in Konzertsälen auf.

## Diskografie (Auswahl)
- Bach: h-Moll-Messe
- Blamont: Didon
- Charpentier: Le Malade imaginaire, Te Deum
- Clérambault: Le Soleil vainqueur des Nuages
- Gluck: Armide, Iphigénie en Tauride, Orphée
- Händel: Il trionfo del Tempo e del Disinganno, La resurrezione, Messiah, Hercules, Amadigi, Teseo, Ariodante, Giulio Cesare, Concerti grossi Op. 3, Dixit Dominus und Kantaten mit  Magdalena Kožená
- Händel, Scarlatti, Caldara (Kantaten mit Cecilia Bartoli)
- Haydn: Sinfonien 102–104
- Lully: Phaëton, Acis et Galatée, Comédie-Ballet
- Marais: Alcione
- Méhul: Symphonien  1 und 2
- Mondonville: Titon et l’Aurore, Sonates en symphonies
- Monteverdi: L’incoronazione di Poppea (DVD)
- Mouret: Les Amours de Ragonde
- Mozart: Mitridate (DVD), Die Entführung aus dem Serail (DVD), Don Giovanni und Sinfonien 40 und 41
- Mozart: Mozarts's Violin Violinkonzerte 1–5, Leitung und Violine, Christoph Koncz (2019)
- Offenbach: La Belle Hélène, La Grande-Duchesse de Gérolstein, Cellokonzerte und andere Orchesterwerke mit Anne Sofie von Otter
- Rameau: Hippolyte et Aricie, Platée, Dardanus, Les surprises de l’Amour Suiten, Anacréon, Le Berger fidèle, Une symphonie imaginaire
- Rebel: Les Élémens
- Schubert: Sinfonien 1–9
- Stradella: San Giovanni Battista
- Stuck: Héraclite & Démocrite